# Brains-sur-les-Marches
Brains-sur-les-Marches è un comune francese di 241 abitanti situato nel dipartimento della Mayenne nella regione dei Paesi della Loira.

## Società

### Evoluzione demografica
Abitanti censiti